# 克鲁诺斯拉夫·尤尔契奇
克鲁诺斯拉夫·尤尔契奇（1969年11月26日—），克罗地亚男子足球运动员，场上位置是中场。他曾代表克罗地亚国家队参加1998年国际足联世界杯，结果获得季军。